# Al Hamilton
Allan Guy Hamilton (* 20. August 1946 in Flin Flon, Manitoba) ist ein ehemaliger kanadischer Eishockeyspieler, der in seiner aktiven Zeit von 1965 bis 1980 unter anderem für die New York Rangers und Buffalo Sabres in der National Hockey League sowie die Alberta/Edmonton Oilers in der World Hockey Association und der NHL gespielt hat.

## Karriere
Hamilton spielte ab 1963 in der Central Alberta Hockey League bei den Edmonton Oil Kings, mit denen er dreimal in Folge die Finalrunde um den Memorial Cup erreichte. Im dritten Anlauf gelang dann endlich auch der Titelgewinn.
Sein Debüt in der NHL gab er in der Saison 1965/66 als er vier Spiele für die New York Rangers bestritt. Meistens wurde er auch in den folgenden Jahren in diversen Farmteams eingesetzt. Die meisten Einsätze bestritt er dabei für die Buffalo Bisons in der American Hockey League. Nachdem er endlich in der Saison 1969/70 den Durchbruch geschafft hatte, holten ihn die Buffalo Sabres beim NHL Expansion Draft 1970. Dort spielte er in den folgenden beiden Spielzeiten.
Als 1972 die World Hockey Association gegründet wurde, bedeutete dies eine erhöhte Nachfrage für Spieler und höhere Gehälter. Hiervon profitierte auch Hamilton, der sich den Alberta Oilers anschloss. Ein Jahr später wurde das Team in Edmonton Oilers umbenannt. Hamilton war dort die Stütze im Defensivbereich. Er zählte zu den besten Verteidigern der Liga und wurde so auch für die Summit Series 1974 nominiert, bei der eine kanadische Auswahl von Spielern der WHA gegen die Auswahl der Sowjetunion spielte. Als die WHA aufgelöst wurde und die Oilers zur Saison 1979/80 in die National Hockey League aufgenommen wurden, blieb Hamilton im Kader. Gehandicapt von einer Augenverletzung aus dem Vorjahr kam er in der NHL noch zu 31 Einsätzen in der regulären Saison und spielte auch einmal in den Playoffs, bevor er seine Karriere beendete.
Für seine Führungsqualitäten in den ersten acht Spielzeiten der Oilers wurde sein Trikot mit der Nummer 3 unter dem Hallendach in Edmonton aufgehängt und seitdem wird diese Nummer auch nicht mehr vergeben. Eine wie heute übliche Zeremonie gab es damals nicht. Dies wurde im April 2001 nachgeholt.

## Erfolge und Auszeichnungen
| - 1966 Memorial-Cup-Gewinn mit den Edmonton Oil Kings - 1967 CPHL Second All-Star Team - 1973 Teilnahme am WHA All-Star Game - 1974 Teilnahme am WHA All-Star Game | - 1974 WHA Second All-Star Team - 1978 WHA First All-Star Team - 1992 Aufnahme in die Manitoba Hockey Hall of Fame |